# Андрю Хъксли
 Сър Андрю Фийлдинг Хъксли (на английски: Andrew Fielding Huxley) е английски физиолог и биофизик, носител на Нобелова награда за физиология или медицина през 1963 г. за съвместната си работа с Алън Ходжкин върху електрическото предаване на нервните импулси и механизмите на възбуждане.

## Биография
Роден е на 22 ноември 1917 година в Хампстед, квартал на Лондон, Англия, в семейството на известния писател Леонард Хъксли и Розалинд Брус. Внук е на знаменития биолог Томас Хъксли, брат на писателя Олдъс Хъксли и на основателя на ЮНЕСКО Джулиън Хъксли.
Завършва Тринити Колидж, Кеймбридж. Става член на Лондонското кралско дружество през 1955 г. Посветен е в рицарство през 1974 г., а през 1983 г. получава британския орден за заслуги.
Умира на 30 май 2012 г. в Гранчестър на 94-годишна възраст.

## Научна дейност
От 1938 г. Хъксли, все още студент в Тринити Колидж, започва работа с Алън Ходжкин. Научният интерес на двамата се фокусира върху мембранната теория, предложена още в началото на 20 век от германския физиолог Юлиус Бернщайн, и разработват едно от първите приложения на техниката на електрофизиологията. Теорията на Бернщайн обяснява нервния импулс като акционен потенциал, който неутрализира мембранния потенциал на покой, получен вследствие неравномерното разпределение на йони от двете страни на клетъчната мембрана.
С изследванията на аксоните на атлантическата сепия чрез микроелектроди, Ходжкин и Хъксли опровергават теорията на Бернщайн, показвайки, че акционният потенциал на дразнене е много по-висок от мембранния потенциал на покой, т.е. не го неутрализира. Те също демонстрират, че при покой вътрешната повърхност на мембраната е отрицателно заредена, а външната – положително.
По време на Втората световна война двамата учени са принудени да спрат научните си занимания. След края на войната Ходжкин и Хъксли се завръщат към изследванията си и формират хипотезата, че мембранния потенциал на покой се дължи на нееднаквата проницаемост на клетъчната нервна мембрана към различните йони и на променящата ѝ се пропускливост при дразнение.
През 1952 г. двамата предлагат математически модел на мембранната си теория, известен като модел на Ходжкин-Хъксли. Единадесет години по-късно Алън Ходжкин, Андрю Хъксли и Джон Екълс, си поделят Нобелова награда за „техните открития относно йонните механизми, включени във възбуждението и инхибирането в периферните и централни части на клетъчната мембрана на неврона“. Откритията на Ходжкин и Хъксли ги навеждат на хипотезата за йонни канали, която бива доказана няколко десетилетия по-късно. Потвърждението на йонните канали в клетките и доказателството за тяхното присъствие в клетъчната мембрана носи Нобелова награда през 1991 година на Ервин Неер и Берт Закман.